# Hybanthus serratus
Hybanthus serratus là một loài thực vật có hoa trong họ Hoa tím. Loài này được (Phil.) Hassl. mô tả khoa học đầu tiên năm 1909.